# Municipio II (2013)
Pour l’article homonyme, voir Municipio II (2001-2013).
Le municipio II, dit Parioli / Nomentano, est une subdivision administrative de Rome, capitale de l'Italie.

## Géographie

### Situation
Le Municipio se situe au cœur de la ville, immédiatement au nord-est du centre historique. Son territoire s'étend sur 1 367 hectares et est limité à l'ouest par le cours du Tibre.

## Historique
Il est créé en mars 2013 par la fusion des anciens Municipi II et III.

## Subdivisions
Il est divisé en onze zones urbanistiques :
- 2A - Villaggio Olimpico
- 2B - Parioli
- 2C - Flaminio
- 2D - Salario
- 2E - Trieste
- 2X - Villa Ada
- 2Y - Villa Borghese
- 3A - Nomentano
- 3B - San Lorenzo
- 3X - Università
- 3Y - Verano

## Politique et administration

### Municipalité
Le municipio est dirigé par un président et un conseil de 24 membres élus au suffrage direct pour cinq ans.

### Présidents
| Période     | Nom                 | Parti politique |
| ----------- | ------------------- | --------------- |
| 2013-2016   | Giuseppe Gerace     | Parti démocrate |
| Depuis 2016 | Francesca Del Bello | Parti démocrate |